# Kuce
Kuce – wieś w Polsce położona w województwie warmińsko-mazurskim, w powiecie nidzickim, w gminie Janowiec Kościelny.
W latach 1975–1998 miejscowość administracyjnie należała do województwa olsztyńskiego.
Miejscowość nosiła wcześniej nazwę Pokrzywnica-Kuce. Uległa ona zmianie z dniem 1 stycznia 2000 r.
Północno-wschodnią część wsi stanowi dawniej odrębna wieś Majki-Zagroby.